# Bundesmarine
La Bundesmarine è stata la marina militare della Germania Ovest dal 1956 fino al 1990, anno della riunificazione tedesca.
La marina tedesca venne ricostituita sulle ceneri della disciolta Kriegsmarine nel 1955, dieci anni dopo la fine della seconda guerra mondiale e di totale demilitarizzazione, insieme alle altre forze armate della Repubblica Federale di Germania, allo scopo di fronteggiare la minaccia portata dall'Unione Sovietica e dalle nazioni del Patto di Varsavia alle nazioni del blocco occidentale e in contemporanea all'ammissione della Germania Occidentale nella NATO.
Il primo personale militare venne immesso in servizio l'11 novembre 1955, nel duecentesimo anniversario della nascita del riformatore del militarismo prussiano Scharnhorst. I tre servizi, Heer (esercito), Marine (marina) e Luftwaffe (aeronautica), vennero ufficialmente fondati il 2 gennaio 1956.
Con la riunificazione tedesca nel 1990, la Volksmarine, la Marina della Repubblica Democratica Tedesca venne sciolta il 2 ottobre 1990, insieme alle altre branche della Nationale Volksarmee e incorporata nella Bundesmarine che assunse la nuova denominazione di Deutsche Marine, mentre per quanto riguarda il personale, parte fu assorbito dalla Deutsche Marine, altri nella Polizia di frontiera tedesca, e gran parte delle navi venduta o demolita.